# Філліпсвілл (Каліфорнія)
Філліпсвілл (англ. Phillipsville) — переписна місцевість (CDP) в США, в окрузі Гумбольдт штату Каліфорнія. Населення — 124 особи (2020).

## Географія
Філліпсвілл розташований за координатами 40°12′38″ пн. ш. 123°46′53″ зх. д. / 40.21056° пн. ш. 123.78139° зх. д. (40.210687, -123.781328).  За даними Бюро перепису населення США в 2010 році переписна місцевість мала площу 1,93 км², з яких 1,85 км² — суходіл та 0,07 км² — водойми.

## Демографія
Згідно з переписом 2010 року, у переписній місцевості мешкало 140 осіб у 75 домогосподарствах у складі 32 родин. Густота населення становила 73 особи/км².  Було 87 помешкань (45/км²).
Расовий склад населення:
| - 86,4 % — білих - 2,9 % — корінних американців - 0,7 % — азіатів |

До двох чи більше рас належало 10,0 %. Частка іспаномовних становила 2,1 % від усіх жителів.
За віковим діапазоном населення розподілялося таким чином: 10,0 % — особи молодші 18 років, 80,7 % — особи у віці 18—64 років, 9,3 % — особи у віці 65 років та старші. Медіана віку мешканця становила 48,5 року. На 100 осіб жіночої статі у переписній місцевості припадало 105,9 чоловіків;  на 100 жінок у віці від 18 років та старших — 100,0 чоловіків також старших 18 років.
Цивільне працевлаштоване населення становило 31 осіб. Основні галузі зайнятості: науковці, спеціалісти, менеджери — 100,0 %.